# Ilha Arka
A 'ilha Arka ou ilha Rovnyy é uma ilha russa localizada na baía de Penjin, Golfo de Shelikhov

## Geografia
Arka tem 2,2 km de comprimento por 1,4 km de largura, 208 m de altitude máxima e está a 6,8 km de distância da costa continental. A ilha tem sua administração efetuada pelo krai de Camecháteca e é desabitada.